# أفضل دفاع
أفضل دفاع هو فيلم كوميدي أمريكي لعام 1984 بطولة دادلي مور وإيدي ميرفي. تم تأليف نتيجة الموسيقة الأصلية من قبل باتريك وليامز. تم إصداره بواسطة باراماونت بيكتشرز.

## القصة
يتم عرض الفيلم على شكل مؤامرتين متوازيتين يفصل بينهما بضع سنوات: في عام 1982، كان وايلي كوبر (مور) مهندسًا يعمل على تطوير نظام استهداف على دبابة لجيش الولايات المتحدة. وفي عام 1984، يكون ميرفي ملازمًا في الجيش الأمريكي في دور الملازم تي. إم. لاندري، وهو قائد دبابة أمريكي تم إرساله إلى الكويت لعرض "XM-10 Annihilator"، وهي أحدث دبابة قتال رئيسية في أمريكا، ومجهزة بنظام كوبر. وبسبب تصميم الدبابة الضعيف والبنية الرديئة، فإن لاندري وطاقمه بالكاد قادرون على التحكم في XM-10 أو التنقل فيها قبل أن يغادر أرض الاختبار ويتجول في منطقة قتال أثناء غزو العراق للكويت.
لم يتفاعل كوبر ولاندري أبدًا بشكل مباشر أثناء الفيلم، لكن المؤامرة تظهر كيف تؤثر القرارات التي اتخذها كوبر على دبابة لاندري.
كان كوبر، وهو مهندس لمقاول دفاع مضطرب، هو المسؤول عن تصميم "DYP-gyro"، وهو مدوار للدبابة الجديدة للجيش. يتوقف مستقبل الشركة على نجاح المشروع. فشلت gyro كوبر في اختبارٍ حاسم، مما حطم الشركة. تقاطع مسار كوبر بعد ذلك مع مهندس آخر يدعى فرانك هولتزمان (نونان) الذي صمم أيضًا DYP-gyro. يُخفي هولتزمان، الذي يخشى ما سيحدث في لقائه مع جيف (راشي)، وهو عميل لجنة أمن الدولة السوفيتية العميق، الخطط سرًا في حقيبة كوبر. وبعد مقتل هولتزمان، يكتشف كوبر الخطط. وضع زميل كوبر وصديقه الأفضل ستيف لوبارينو (دزوندزا) اسم كوبر على الخطط، وعندما تعمل gyro «الجديدة»، يتم الترحيب بكوبر لإنقاذ الشركة.
في عام 1984، تعرضت دبابة لاندري لنيران الطائرات العراقية، مما دفع لاندري إلى القول بأنه لا ينتمي إلى هذه الحرب، وهو يصرخ «أنا من كليفلاند!» في الطائرات المهاجمة.
في عام 1982، اتصل جيف بكوبر الذي حاول الحصول على خطط DYP. يجبره مكتب التحقيقات الفيدرالي، بعد علمه أن كوبر أخذ الفضل في عمل شخص آخر، على التصرف كطعم لجيف في عملية الإعداد. فشل الإعداد تقريبًا - قتل جيف خلال معركة بالأسلحة النارية، وتم إطلاق النار على كوبر نفسه. يعترف كوبر لكلير (شافر)، وهي زميلة جذابة، بعد أن أدرك كوبر أن سيموت أثناء وضعه في سيارة إسعاف أنه سرق DYP. يؤدي هذا إلى رد غاضب من كلير وأيضًا من زوجته لورا (كابشاو) التي أدركت، عند وصولها إلى المشهد، أن كوبر كان يخونها. وبعد النجاة من رصاصة، يتلقى كوبر أخبارًا أسوأ من زميل في العمل: أن DYP-gyro الذي ادعى الفضل له فيها، لن تعمل لأنها ستؤدي إلى ارتفاع درجة الحرارة WAM، وهو مكون حاسم آخر، يشل التحكم في حريق الدبابة، وفي الوضع القتالي، مما أدى لهزيمة الدبابة.
يصل الفيلم إلى ذروته في نسج متسلسل بين عام 1982 عندما واجه كوبر الأكثر وعيًا، بعد أن تعافى، أرباب عمله حول العيوب في DYP، بينما في عام 1984، حاول لاندري إطلاق البندقية الرئيسية أثناء تعرضه لهجوم من قبل طائرة حربية عراقية. كما كان متوقعًا، تسبب DYP بالفشل في WAM، مما يشير إلى أنه تم تجاهل احتجاج وايلي.
بدلًا من ذلك، تقطع الكاميرا إلى الداخل وتبين أنه تم إعادة تصميم DYP وفقًا لفكرة كانت لدى كوبر في عام 1982 أثناء إصلاح إحدى ألعاب ابنه. تعمل إعادة التصميم على تمكين صواريخ الدفاع الجوي للدبابة من إطلاق وتدمير المروحيات العراقية. ينتهي الفيلم مع كوبر ولاندري كأبطال في وظائف كل منهما.

## الإنتاج
لم يعرض الفيلم في الأصل شخصية إيدي ميرفي، وكان فقط فيلمًا عن دادلي مور. تم استقبال عروض معاينة الفيلم بشكل سيء، واقترح الاستوديو تصوير دور لإدي ميرفي، الذي كان في ذروة شعبيته. كان جزء ميرفي غير مرتبط تمامًا تقريبًا ببقية الفيلم، ولم تتواصل شخصيته مع أي من الممثلين الرئيسيين. كان هناك مشهد تم تصويره خلال عمليات إعادة التصوير التي تضمنت لقاء شخصيات مور وميرفي، ولكن تم قطعه من الفيلم. بالإضافة إلى ذلك، تم قطع العديد من المشاهد الأخرى التي كانت مهمة في المؤامرة الأصلية لتناسب المشاهد التي تم تصويرها حديثًا مع ميرفي في الفيلم، مما ساهم في سوء استقبال الفيلم وسمعته باعتباره «فوضى متعرجة».
عندما استضاف ميرفي ساترداي نايت لايف بعد حوالي خمسة أشهر من عرض الفيلم، اعترف في مونولوجه الافتتاحي أنه يعرف أن الفيلم كان مروعًا وأنه مثلّه من أجل المال: "بعد أن قمت بـ48 ساعة والأماكن التجارية، بدأت جميع هذه السيناريوهات في الظهور "من كل مكان، والتقطت سيناريو يسمى أفضل دفاع. هناك فيلم مقرف وسيء للغاية! في البداية، لم أكن لأفعل ذلك لأنني قرأت النص، وشعرت أنني ممثل في البداية. ولكن المال الذي قدموه لي للتمثيل في أفضل دفاع، إنكم ستمثلونون في أفضل دفاع أيضًا، حسنًا؟ ... فقلت، "ماذا؟! كيف تجرؤ على إعطائي سيناريو مثل هذا! أوه، الكثير من المال؟ لنذهب! تبين أن أفضل دفاع هو أسوأ فيلم تم تصويره على الإطلاق في تاريخ أي شيء، وفجأة، لم أعد بهذا القدر من الشعبية. لذا، اتصلت بمنتج ساترداي نايت لايف، وقلت، "أمم، هل ما زلت تحصل على غرفة ملابسي؟".

## الطاقم
- دادلي مور في دور وايلي كوبر
- إيدي ميرفي في دور الملازم تي
- كايت كابشاو في دور لورا كوبر
- جورج دزوندزا في ور ستيف لوبارينو
- هيلين شافر في دور كلير لويس
- مارك آرنوت في دور هارفي برانك
- بيتر مايكل جويتز في دور فرانك جوينر
- توم نونان في دور فرانك هولتزمان
- ديفيد راشي في دور جيف وكيل لجنة أمن الدولة السوفيتية
- بول كومي في دور رئيس الوكيل
- جون هوستيتر في دور كويرك، ديناتشينكس

## الاستقبال
تلقى الفيلم ملاحظات سلبية من النقاد. على ميتاكريتيك، حقق الفيلم متوسطًا مرجحًا ب29 من أصل 100 درجة، استنادًا إلى 8 نقاد، مما يشير إلى «مراجعات غير مواتية بشكل عام». لقد افتتح بقوة في المركز الثاني خلف صائدو الأشباح بمبلغ 7.8 مليون دولار لكنه سرعان ما فقد قوته، ويرجع ذلك في الغالب إلى ضعف الكلام الشفوي، وحقق 19.2 مليون دولار مخيبة للآمال. تم ترشيحه لجوائز جوائز فيلم ستينكر لأسوأ صورة، وخسر أمام فيلم كثيب.

## روابط خارجية
- أفضل دفاع على موقع IMDb (الإنجليزية)
- أفضل دفاع على موقع روتن توميتوز (الإنجليزية)
- أفضل دفاع على موقع نتفليكس (الإنجليزية)
- أفضل دفاع على موقع ألو سيني (الفرنسية)
- أفضل دفاع على موقع Turner Classic Movies (الإنجليزية)
- أفضل دفاع على موقع أول موفي (الإنجليزية)
- أفضل دفاع على موقع بوكس أوفيس موجو (الإنجليزية)
- أفضل دفاع على موقع فيلمافينيتي (الإسبانية)
- أفضل دفاع على موقع قاعدة بيانات الأفلام السويدية (السويدية)
- أفضل دفاع على موقع قاعدة بيانات الفيلم (الإنجليزية)